# SMS Hyäne (1878)

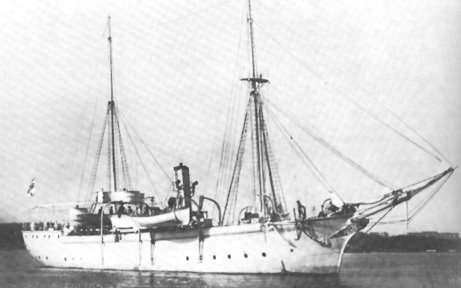
Photographie de la canonnière SMS Hyäne

La SMS Hyäne (ce qui signifie hyène en allemand) est une canonnière de la marine impériale allemande qui servit pour les expéditions coloniales. Elle appartient à la classe Wolf. Ses sister-ships sont les SMS Iltis et SMS Wolf.

## Données techniques
- Longueur: 47,2 m
- Largeur: 7,66 m
- Tirant d'eau: 3,4 m
- Déplacement: 490 tonnes, maximum: 570 tonnes
- Équipage: Entre 85 et 95 hommes

## Historique
La canonnière a été bâtie pour un coût de 487 000 marks par le chantier naval impérial de Wilhelmshaven, lancée le 27 juin 1878 et mise en service le 7 septembre 1879.
Elle est envoyée en expédition dans les mers du Sud en 1884 et mouille pendant cinq jours devant l'île de Pâques. Le capitaine-lieutenant Geiseler avait en effet reçu l'ordre de la Marine impériale d'y mener une étude ethnographique et de rapporter des informations et des pièces ethnologiques au musée royal de Prusse de Berlin. L'expédition rapporte des objets de culte, des inscriptions, ainsi que des descriptions et des dessins des statues, des objets, etc. et des lieux de culte des Moaïs (les statues mystérieuses) et de l'Orongo.
Le korvettenkapitän Langemak la commande en novembre 1884 en direction de l'archipel Bismarck et de la Nouvelle-Guinée. Karl Bartholomäus von Werner, commandant de la corvette protégée SMS Ariadne y avait hissé le drapeau allemand en 1878. Le Kapitän zur See Schering, commandant la SMS Elisabeth que la canonnière accompagne, hisse quant à lui le drapeau allemand sur l'île de Matupi. Langemak entreprend, à partir du 1er octobre 1886, une expédition le long des côtes des Somalis, pour la compagnie de l'Afrique orientale allemande.
Le 4 août 1892, la canonnière transportant le capitaine Curt von François (futur commandant territorial du Sud-Ouest africain allemand) explore le nord de l'embouchure du Swakop, afin d'y étudier la possibilité d'établir un port. Cette date est considérée comme celle de la fondation de la ville de Swakopmund dans l'actuelle Namibie. Elle prend part aux mesures de retour à l'ordre, fin 1893, après la révolte qui a eu lieu du 15 au 23 décembre au Cameroun allemand. Elle est décorée par le Kaiser Guillaume en 1894.
La canonnière est rayée des listes en 1920 et vendue. Elle continue à naviguer sous le nom de Seewolf (loup de mer) et finit par couler dans le port de Dieppe le 2 mai 1924 après un incendie.

## Source
- (de) Cet article est partiellement ou en totalité issu de l’article de Wikipédia en allemand intitulé « SMS Hyäne (1879) » (voir la liste des auteurs).